# Eugene Sledge
Eugene Bondurant Sledge (Mobile, Alabama, 4 de noviembre de 1923 - Montevallo Alabama, 3 de marzo de 2001) fue un biólogo investigador y profesor universitario estadounidense en la Universidad de Montevallo, fue un marine (1941-1946) veterano de la Segunda Guerra Mundial en el Océano Pacífico.
En 1981 publicó With the Old Breed: At Peleliu and Okinawa, obra autobiográfica acerca de su experiencia bélica y el trauma psíquico que sufrió durante su vida posterior. Este relato de las batallas de Peleliu y Okinawa ha sido empleado como fuente para documentales y otras obras, así como para la serie televisiva The Pacific estrenada en 2010. En 2002, fue publicada a título póstumo una segunda autobiografía bajo el título China Marine: An Infantryman's Life after World War II.